# 神保佳永
神保 佳永（じんぼ よしなが、1977年12月1日 - ）は、日本の料理人。茨城県日立市出身。
株式会社JINBO FOOD PLANNING代表取締役社長、レストラン「JINBO MINAMI AOYAMA」オーナーシェフ

## 人物
父親が料理人の家庭に生まれ育ち、茨城県立日立商業高等学校を卒業後、エコールキュリネール国立フランス料理専門カレッジにて料理を学ぶ。銀座のレストラン「ベルフランス」を経て、20歳で渡欧しフランス、イタリアで約2年間の修業を積む。帰国後、レストランやホテルのシェフを歴任し、2009年に「Restaurant I」を立ち上げ総料理長となる。
2010年6月、東京都港区南青山にイタリアンレストラン「HATAKE AOYAMA」をオープン。2012年9月には2号店となる「HATAKE CAFE」を新宿伊勢丹にオープンする。野菜を多く使う料理が特徴で「野菜の魔術師」とも称される。2022年2月に「HATAKE AOYAMA」を退任し、2022年4月に自身の名前を冠したイノベーティブイタリアンレストラン「JINBO MINAMI AOYAMA」を東京都港区南青山にオーナーとして開業する。
料理全般のレストランコンサルティング、店舗近隣の小学校での食育授業、東日本大震災の復興活動などにも積極的に取り組んでいる。
メディアへの出演も多く、フジテレビのドラマ『dinner』では料理監修を担当した。
2014年10月、「いばらき食のアンバサダー」に委嘱された。
2019年9月、初代「ふるさと日立大使」に委嘱され、2022年9月以降も2期目を務める。
プライベートでは、大の車好きで有名。

## 著書
- 『HATAKEのパスタ 春夏秋冬の野菜が主役の60皿』 (KADOKAWA 2015年2月) ISBN 978-4047316850